# بيارد ضودج
بيارد ضُودْج (بالإنجليزية: Bayard Dodge)‏ (1305- 1391 هـ/ 1888- 1971 م) مستشرق أميركي، باحث في التاريخ الإسلامي، عضو مراسل بمَجمَع اللغة العربية بدمشق.

## ولادته وتحصيله
ولد بيارد في مدينة نيويورك بالولايات المتحدة الأمريكية، يوم الأحد 5 فبراير (شُباط) 1888م، لأسرة عريقة ثرية فأبوه كليفلند ضُودْج (دُودْج/ دُودغ) (1860- 1926) من كبار تجَّار أميركا وأرباب الثروات الطائلة فيها، وصاحب المساعي الحِسان في الأعمال الخيرية. وجدُّ كليفلند فِلِبس أحد أكبر تجار النحاس في العالم، كانت مناجمه منتشرة بين مشيغان وشمال أريزونا على امتداد مئات الأميال، ويعمل فيها عشرات الألوف من العمَّال والموظفين.
تلقَّى تعليمه في مدرسة براونينك (براونينغ)، ثم حصل على بكالوريوس في الآداب من جامعة برنستون عام 1909م، ثم على بكالوريوس في اللاهوت من جامعة كولومبيا عام 1913م.
وتابع دراسته العليا فحصل على ماجستير في الآداب من جامعة كولومبيا، ثم على دكتوراه في الحقوق من الكلية الشرقية، ودكتوراه أُخرى في الحقوق من جامعة يايل، ودكتوراه في اللاهوت من جامعة برنستون.

## وظائفه وأعماله
عُيِّن أستاذًا وعضوًا في هيئة الجامعة الأميركية في بيروت (1923- 1928) ومن طلابه فيها الدكتور عمر فروخ، ثم صار رئيسًا للجامعة. وكان والدُه كليفلند من أكبر داعمي الجامعة الأمريكية بالمال. وعمل أستاذًا زائرًا في جامعة كولومبيا (1949- 1954)، ومحاضرًا في جامعة برنستون (1951- 1956)، ومستشارًا للشؤون الثقافية في الشرق الأوسط (1955- 1956)، وأستاذًا في الجامعة الأميركية في القاهرة (1956- 1959).
وشغل عددًا من المناصب منها: مديرُ إغاثة الشرق الأدنى لسورية وفلسطين (1920- 1921) وكان والدُه كليفلند هو منشئَ لجنة إعانة الشرق الأدنى والمشرف عليها وأمين صندوقها، وعضوُ لجنة عُصبة الأمم لإسكان الآشوريين (1936- 1940)، ومستشارُ الأمم المتحدة لإغاثة لاجئي فلسطين (1948- 1949)، ومديرُ مؤتمر الثقافة الإسلامية بجامعة برنستون (1952- 1953). وانتُخب عضوًا مراسلًا في المَجمَع العلمي العربي (مجمع اللغة العربية بدمشق) عن الولايات المتحدة الأمريكية، عام 1955.
وقد نال عددًا من الأوسمة التكريمية من دول في الشرق والغرب، منها: وسام أُميَّة من الجمهورية العربية السورية عام 1948م.

## آثاره
- «الأزهر» بالإنكليزية طُبع عام 1961م.
- «التعليم الإسلامي»[5] بالإنكليزية طُبع عام 1962م.
- ترجم إلى الإنكليزية كتاب «الفهرست» للنديم.[6]

وكتب مقالاتٍ عن حياة صاحب «الفهرست» النديم، وعن كتابه، تُرجِمَت إلى العربية.
وشارك في عدد من المؤتمرات منها المؤتمر السنوي لمعهد الشرق الأوسط في واشنطن، عام 1951، بعنوان (الإسلام في العالم الحديث)، وألقى فيه محاضرة بعنوان (ملاحظات حول الجوانب الروحية والأخلاقية للاتجاهات الحديثة في الإسلام).

## أسرته
تزوَّج بيارد ضُودْج السيدةَ ماري ابنةَ الدكتور هوارد بْلِسّ (هورد سويتزر بلسّ) (بالإنجليزية: Howard Sweetser Bliss) المولود في لبنان عام 1860م والمتوفى في نيويورك عام 1920م، وهو الرئيسُ الثاني للمدرسة الكلية السورية الإنجيلية ببيروت (التي صار اسمها عام 1921م الجامعة الأمريكية في بيروت)، وقد خلَفَ والدَه مؤسسَ الكلية ورئيسَها الأول دانْيَل بْلِسّ (دانيال بلس) (بالإنجليزية: Daniel Bliss) المولود عام 1823 والمتوفى عام 1916. وله منها ديفيد ضودج السياسي الأميركي.

## وفاته
توفي في نيويورك عام 1391هـ/ 1971م.
وأرسل رئيسُ مجمع اللغة العربية بدمشق الدكتور حسني سبح برقية تعزية فيه إلى رئيس الجامعة الأميركية في بيروت الدكتور صموئيل كركوود بتاريخ 5 يونيو (حَزِيران) 1971م.